# Forte de São José (Porto Santo)
O Forte de São José localiza-se em Vila Baleira, na freguesia e concelho do Porto Santo, ilha do Porto Santo, na Região Autónoma da Madeira.

## História
Erguido durante o consulado Pombalino para defesa do ancoradouro da vila, em seu interior encontrava-se a Casa dos Governadores.
Aquando das ocupações de 1801 e 1807, as suas dependências serviram de quartel às tropas britânicas e, posteriormente, como prisão.
Bastante alterada ao longo dos séculos, em 1921 as suas dependências encontravam-se cedidas à Guarda Fiscal. Ainda no século XX tornou-se propriedade particular, da Família Frazão Sardinha.
A aquisição foi realizada ao Estado Português com o aval do Presidente do Conselho de Ministros, Dr. António de Oliveira Salazar, as escrituras contratuais foram assinadas no Funchal, e os originais encontram-se no Arquivo Nacional da Torre do Tombo e na presumivelmente na posse da Família Frazão Sardinha.
Atualmente é uma das atrações turísticas da ilha, encontrando-se guarnecida com oito antigas peças de artilharia de ferro, provenientes de um galeão da Coroa Britânica, tendo sido adquiridos em hasta publica. Mais duas peças de igual calibre estão hoje expostas no Imperial War Museum em Londres, fazendo parte do património familiar.
A Fortaleza foi alvo de ocupações por parte das Brigadas Vermelhas que tencionavam expropriar a favor do Partido Comunista Português. Numa operação liderada, segundo os arquivos, pelo próprio Octávio Pato, então número 2 do Partido que liderava a revolução vermelha em Portugal, depois de 25 de Abril de 1974, tendo contudo fracassado por três vezes, umas vez prestado auxilio militar do General Governador da Região Militar do Arquipélago da Madeira a pedido da Família Frazão Sardinha.